# Eonaviego
L'eonaviego o gallego-asturiano o gallego delle Asturie (o semplicemente fala nella lingua originale) è una lingua di transizione tra l'asturiano ed il galiziano.
Il dominio linguistico di questa parlata si estende nelle Asturie tra i fiumi Eo e Navia, sebbene parlate simili si possano riscontrare in aree situate oltre il Navia. Il territorio nel quale la lingua è diffusa prende perciò il nome di Tierras del Eo-Navia, da cui poi la lingua trae il nome (il territorio non coincide però completamente con la Comarca del Eo-Navia). La parlata è soprattutto diffusa nei comuni di Boal, Castropol, Coaña, Illano, El Franco, Grandas de Salime, Ibias, Pesoz, San Martín de Oscos, Santa Eulalia de Oscos, San Tirso de Abres, Tapia de Casariego, Taramundi, Vegadeo, Villanueva de Oscos, e parte di Navia, Villayón e Allande.
Nel 2007 l'Academia de la Llingua Asturiana ha accettato la definizione di Eonaviego per definire tale varietà della lingua galiziano-portoghese.
La lingua è stata spesso definita come galiziano-portoghese, con rilevanti influenze provenienti dalle lingue asturiano-leonesi, in particolare da studiosi quali Ramón Menéndez Pidal, Eugenio Coşeriu e Dámaso Alonso. Attualmente si sta evidenziando un conflitto politico-linguistico per determinare l'identità della lingua, fra coloro che intendono evidenziare la componente asturiana e coloro che intendono valorizzare il substrato galiziano.

## Esempi di testi
- Galiziano-portoghese:

Muito falades das quattro lumes c'algũas noites diz ver o padrinno de Louis na erdade. È chamadeiro crerdes esso. Non son razões d'omes cabaes e seia como seia, ren mais e hũ mentir ou hũ feito impossível, fruito d'ũa mente caente, ¿Mellor non vedes que o hom'está atolleito?
- Asturiano occidentale:

Muitu faláis de las cuatru l.lumes que dalgunas nueites diz ver el padrín de L.luis na heredá. Ye chamadeiru que creyáis neisu. Nun son razones d'homes cabales, y seya como seya, namás ía una mentira ou un feitu imposible, frutu d'una mente cal.lente. ¿Meyor nun veis que'l home ta entol.lecíu?
- Eonaviego:

Muito falaides das cuatro llumes/lumes* que dalgúas nòites diz ver el padrín de Llouguis/Louguis* na herdá. È chamadeiro creredes neso. Nun sòn razòis d'hòmes cabales, y sía/sèña* como sía/sèña*, nada máis e úa xacarandía ou un feito imposible, fruito dúa mente calènte. ¿Miyor nun vedes que'l hòme ta tollapo/atolao*?
- Galiziano:

Moito falades das catro lumes que algunhas noites di ver o padriño de Lois na heredade. É rechamante que creades niso. Non son razóns de homes cabais, e sexa como sexa, nada máis é unha mentira ou un feito imposibel/imposible, froito dunha mente quente. Mellor non vedes que o home está atolado?
(*)Anche il fiume Porcía

## Evoluzione della lingua
- Seconda metà del XII secolo, da un documento datato 1153:

()
- Prima metà del XIII secolo:

()
- Seconda metà del XIII secolo, da un documento del 1261:

(Castellano Oliveros, Luis. "Algunas reflexiones sobre el infinitivo conjugado en los documentos del Monasterio de Villanueva de Oscos", Britonia II, 1995-1996, pág. 124, Alvárez Castrillón, Xose A. Colección diplomática del monasterio de Santa María de Villanueva de Oscos [1139-1300], Ridea, 2011, p. 194)
- Seconda metà del XIII secolo, da un documento del 1276:

(Fernández Guerra y Orbe, Aureliano, Discurso en la Real Academia Española en el aniversario de su fundación, Madrid, Imprenta Nacional, 1865, pág. 84)
- Fine del XIII secolo:

(Alvárez Castrillón, José A., Los Oscos en los siglos X-XII, pág. 144)
- Prima metà del XIV secolo, da un documento del 1328:

(Alvárez Castrillón, José A., Los Oscos en los siglos X-XII, pág. 144)
- Seconda metà del XIV secolo, 1377:

(Alvárez Castrillón, José A., Los Oscos en los silgos X-XII, pág. 187)
- Prima metà del XV secolo, 1417:

(Alvárez Castrillón, José A., Los Oscos en los silgos X-XII, pág. 215)
- Seconda metà del XV secolo, 1466:

(Alvárez Castrillón, José A., Los Oscos en los silgos X-XII, pág. 233)
- Seconda metà del XVI secolo, Ibias Tormaleo:

Deita palla á ó boy

Freija Ferrández fiandera honrada

puja cada fío, va pucherada»
(Cartas de Eugenio de Salazar vecino y natural de Madrid escrita a sus particulares amigos suyos, Bibliófilos españoles, Madrid, Imprenta y estinotipia de Rivadeneyra, 1866, pág. 88)